# Ulica Grzegórzecka w Krakowie
Ulica Grzegórzecka – ulica w Krakowie, w dzielnicy II Grzegórzki. Łączy Aleję Pokoju z ulicą Józefa Dietla.

## Historia
Droga w miejscu obecnej ulicy Grzegórzeckiej istniała już w średniowieczu. Średniowieczny trakt prowadził do wsi Grzegórzki lub według innych źródeł Grzegorzkowice lub Grzegorzków. Prowadzone przez Austriaków w latach 1849-1855 prace fortyfikacyjne wokół Krakowa spowodowały znaczny wzrost znaczenia strategicznego ulicy, gdyż stanowiła ona główny dojazd do fortyfikacji położonych u ujścia Białuchy do Wisły (szaniec FS 16). W późniejszym czasie ten wyjazd z miasta został zamknięty tak zwaną Bramą Grzegórzecką, która znajdowała się w miejscu obecnego Ronda Grzegórzeckiego. Położona na ówczesnym przedmieściu (za bramą) część ulicy aż do mostu na Białusze otrzymała oficjalnie nazwę ulicy Grzegórzeckiej dopiero w 1912 roku.
W związku z wybudowaniem w latach sześćdziesiątych XX wieku nowej arterii (Alei Pokoju) znaczenie odcinka ulicy Grzegórzeckiej pomiędzy Rondem Grzegórzeckim a mostem na Białusze zostało mocno ograniczone. Znajdujące się tam tory tramwajowe przestały być używane, a w późniejszym okresie zostały zlikwidowane lub ukryte pod warstwą asfaltu.

## Zabytkowe budowle
- Przy ul. Grzegórzeckiej 16 w latach 1893–1896 powstał budynek Collegium Medicum Uniwersytetu Jagiellońskiego zaprojektowany w stylu eklektycznym przez architekta Józefa Sarego.
- Pod numerem 18 znajduje się Klinika Urologiczna UJ z 1929.
- W latach 1907–2008 przy ul. Grzegórzeckiej 69 znajdowały się Zakłady Budowy Maszyn i Aparatury im. Ludwika Zieleniewskiego[6].

## Galeria

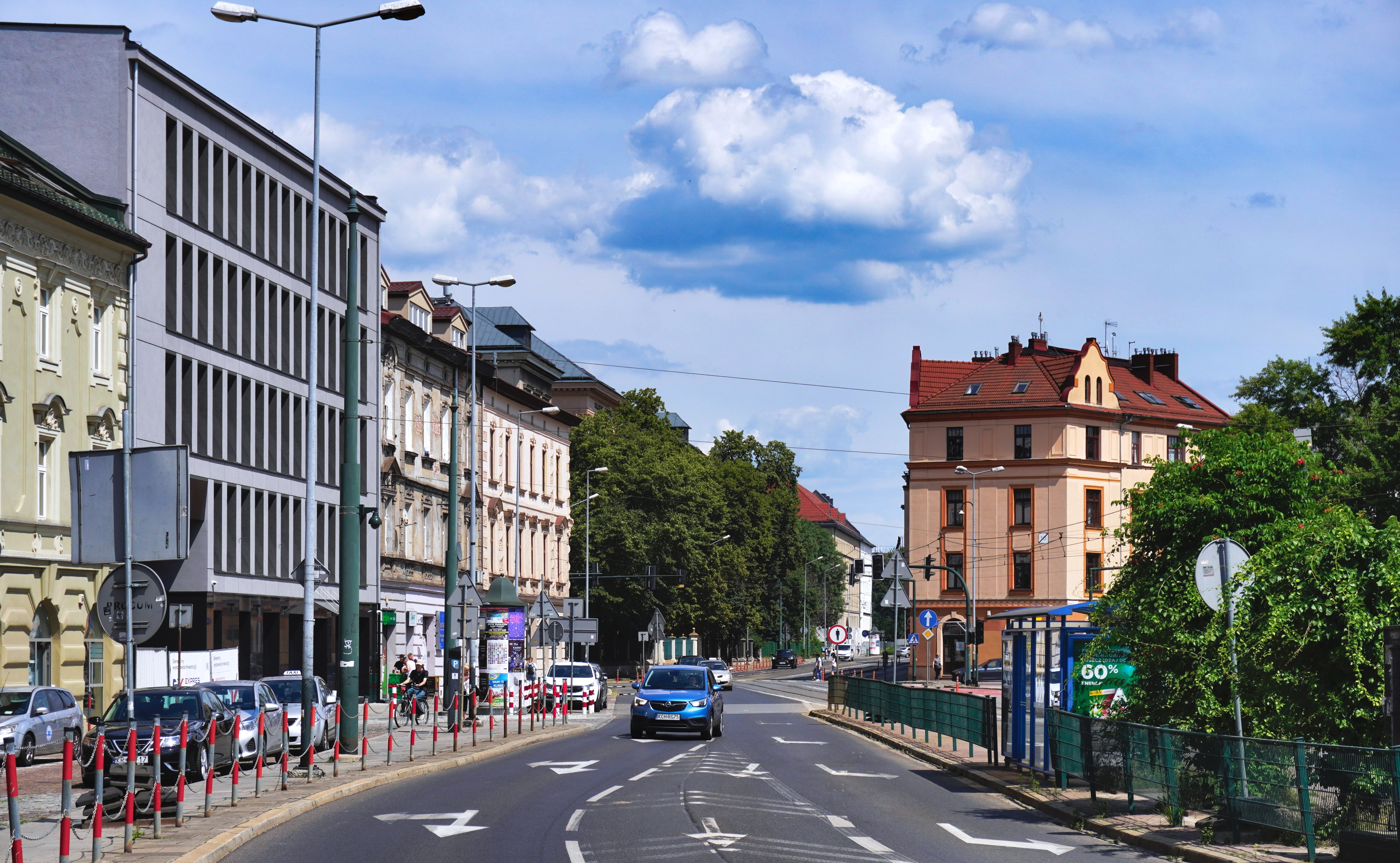
Widok od skrzyżowania z ul. Blich na wschód
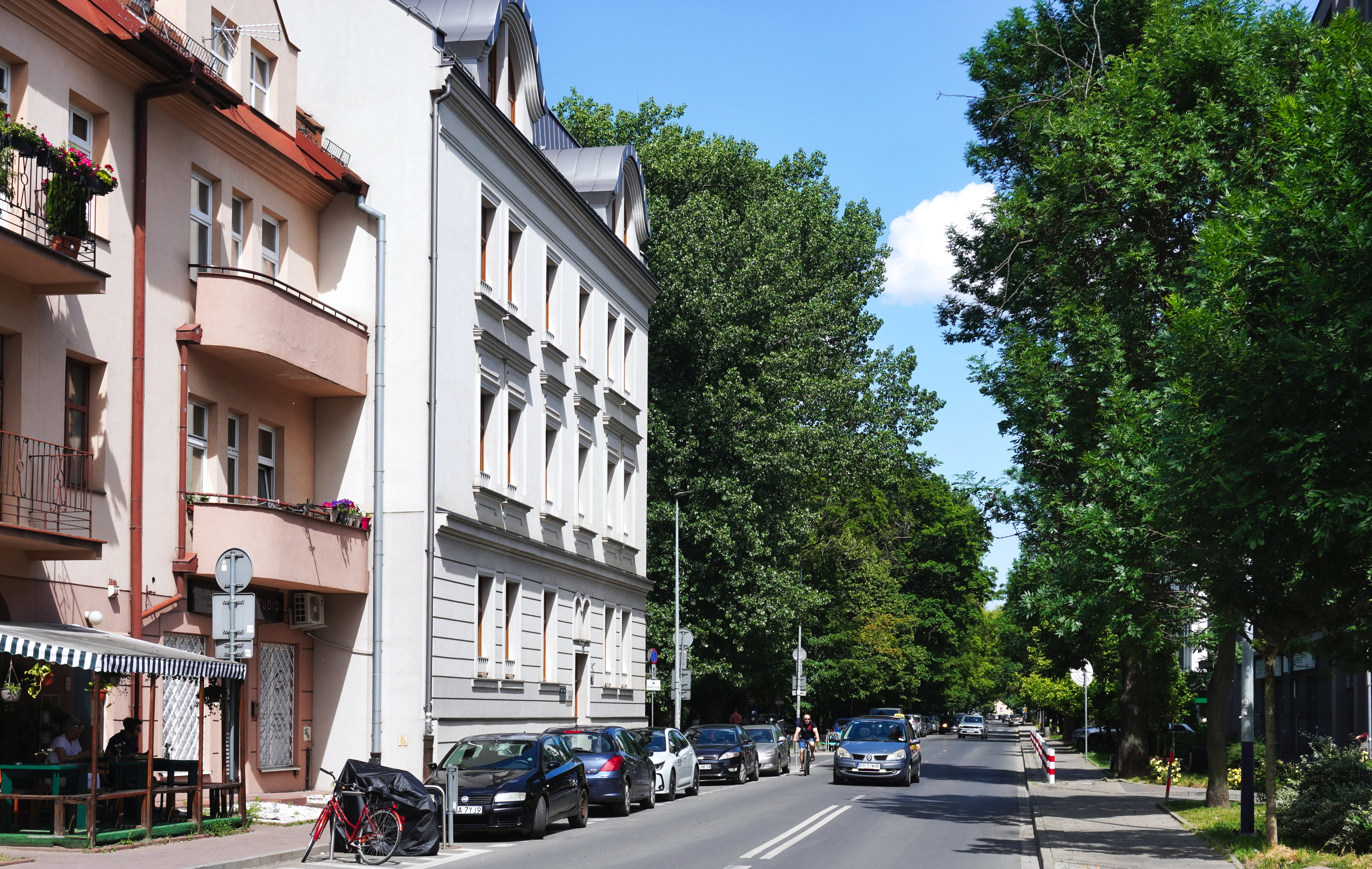
Widok od skrzyżowania z ul. Rogozińskiego na północny wschód
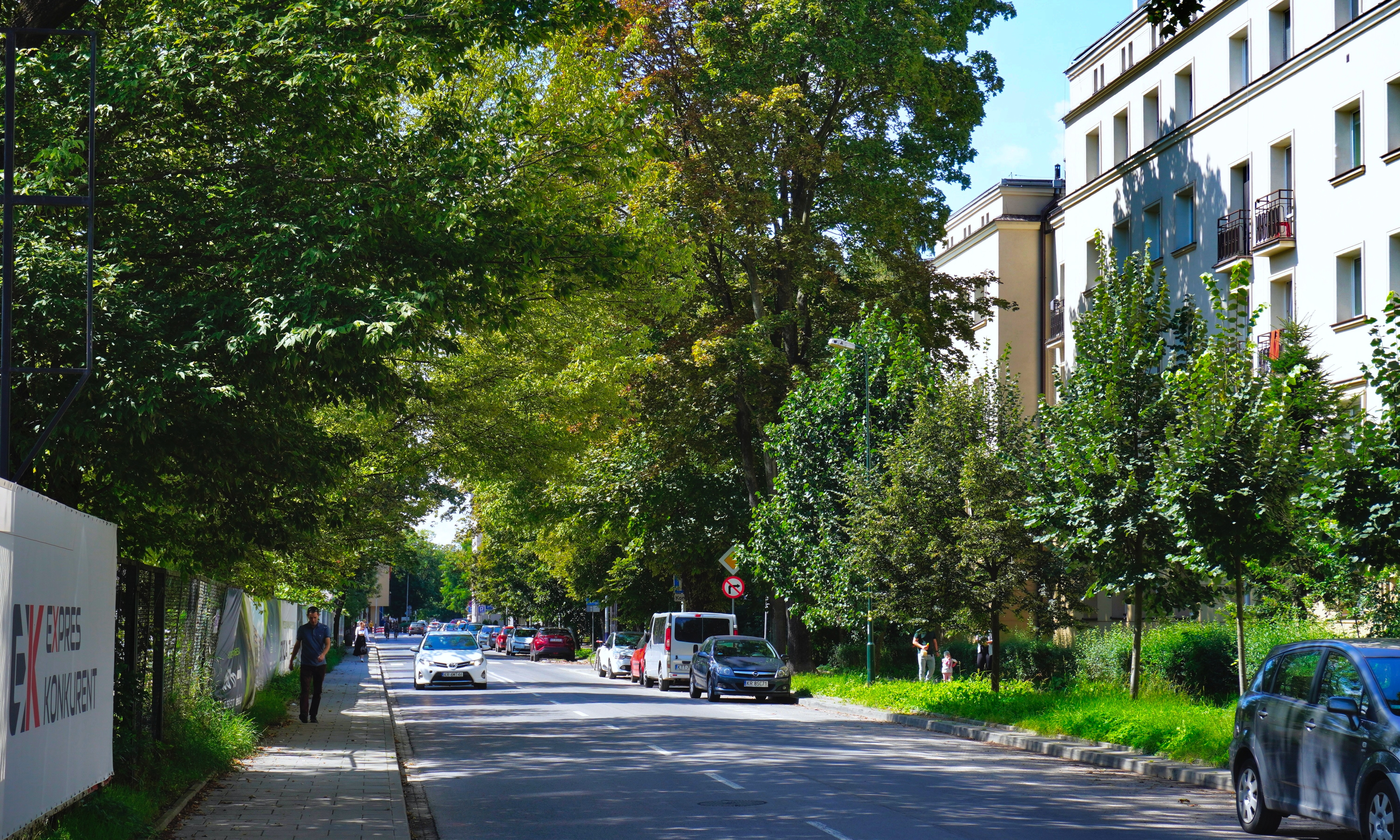
Wschodnia część ulicy, widok w rejonie skrzyżowania z ul. Bobrowskiego na zachód
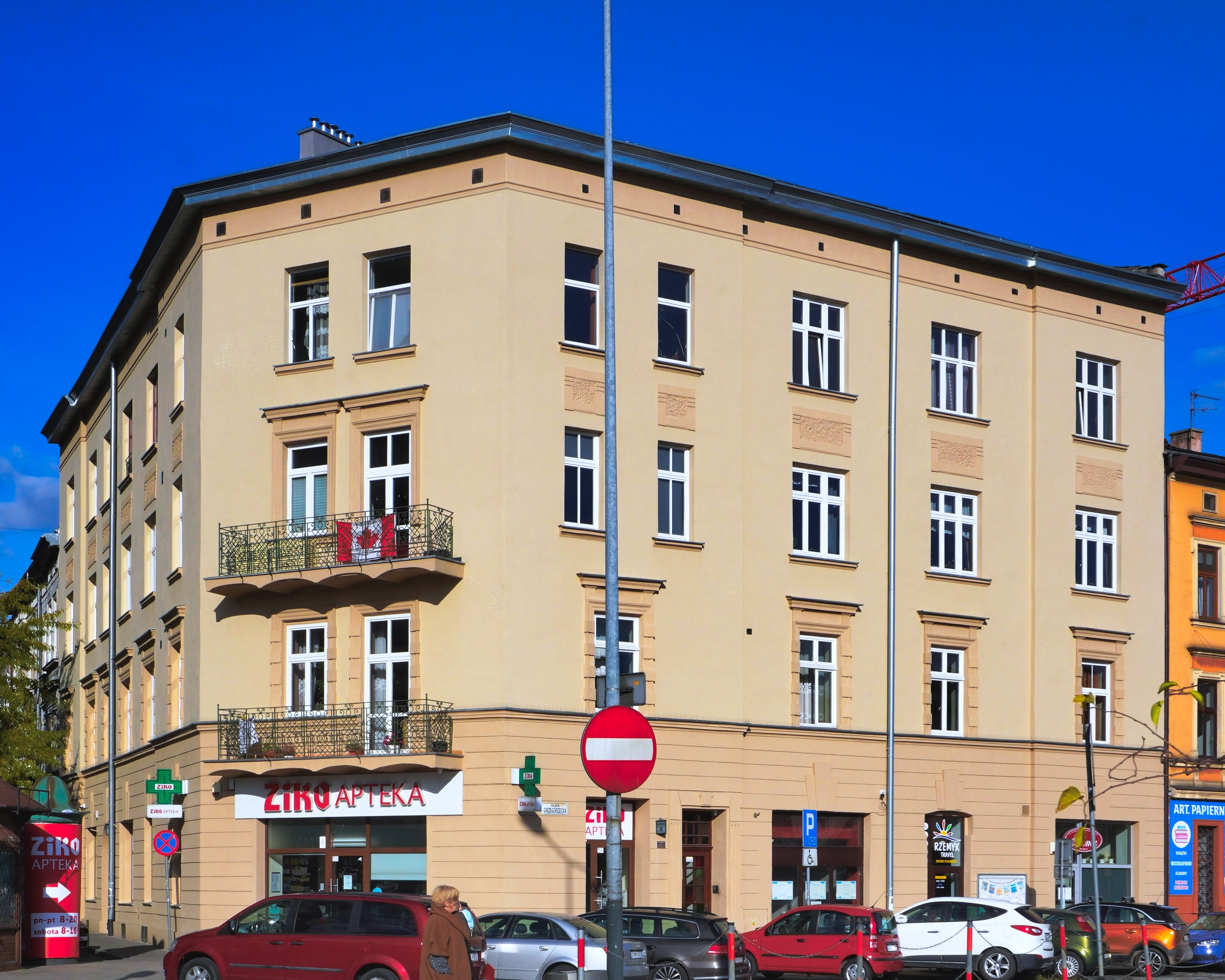
ul. Grzegórzecka 4 Kamienica (1893)
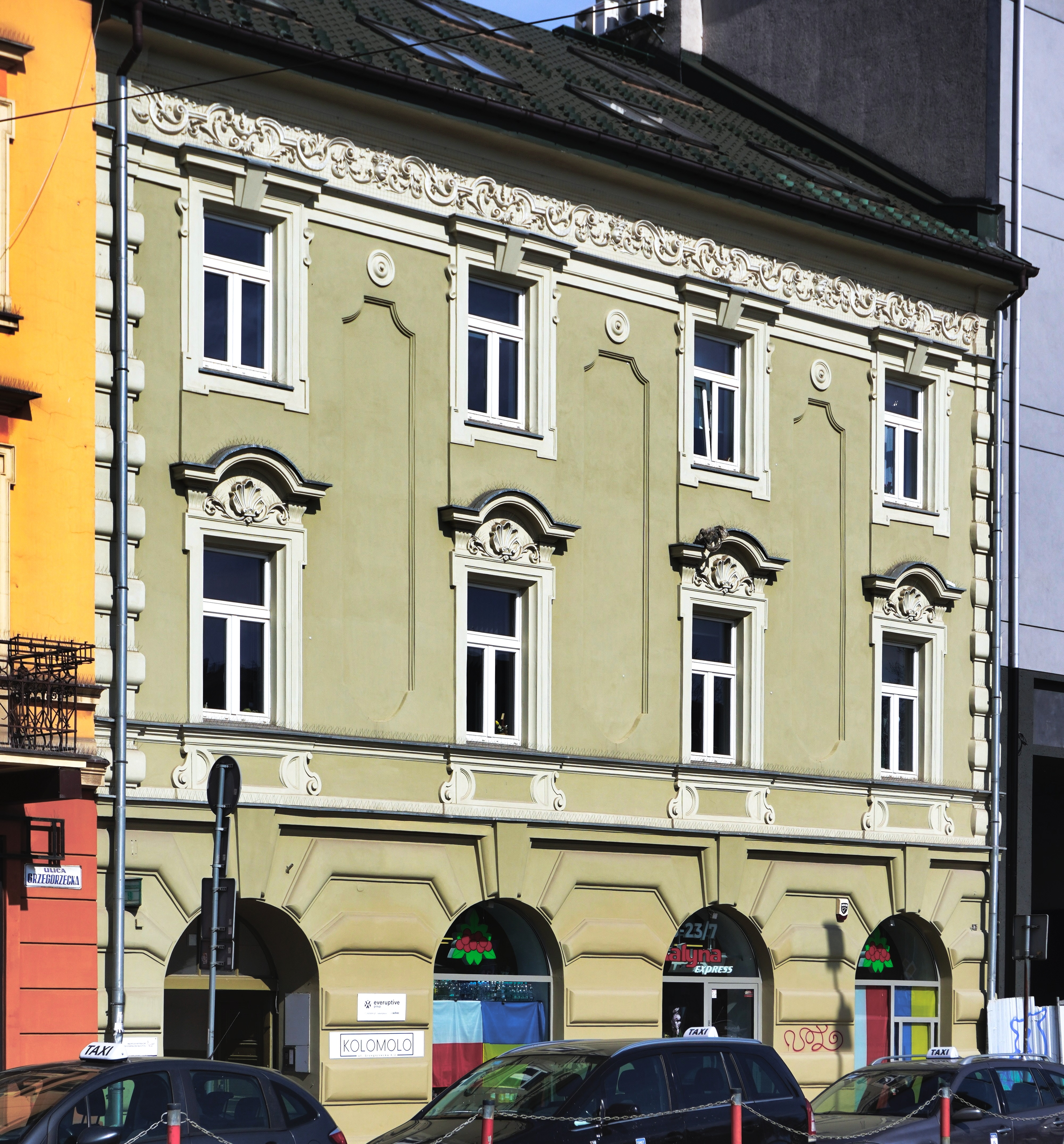
ul. Grzegórzecka 8 Kamienica (ok. 1890)
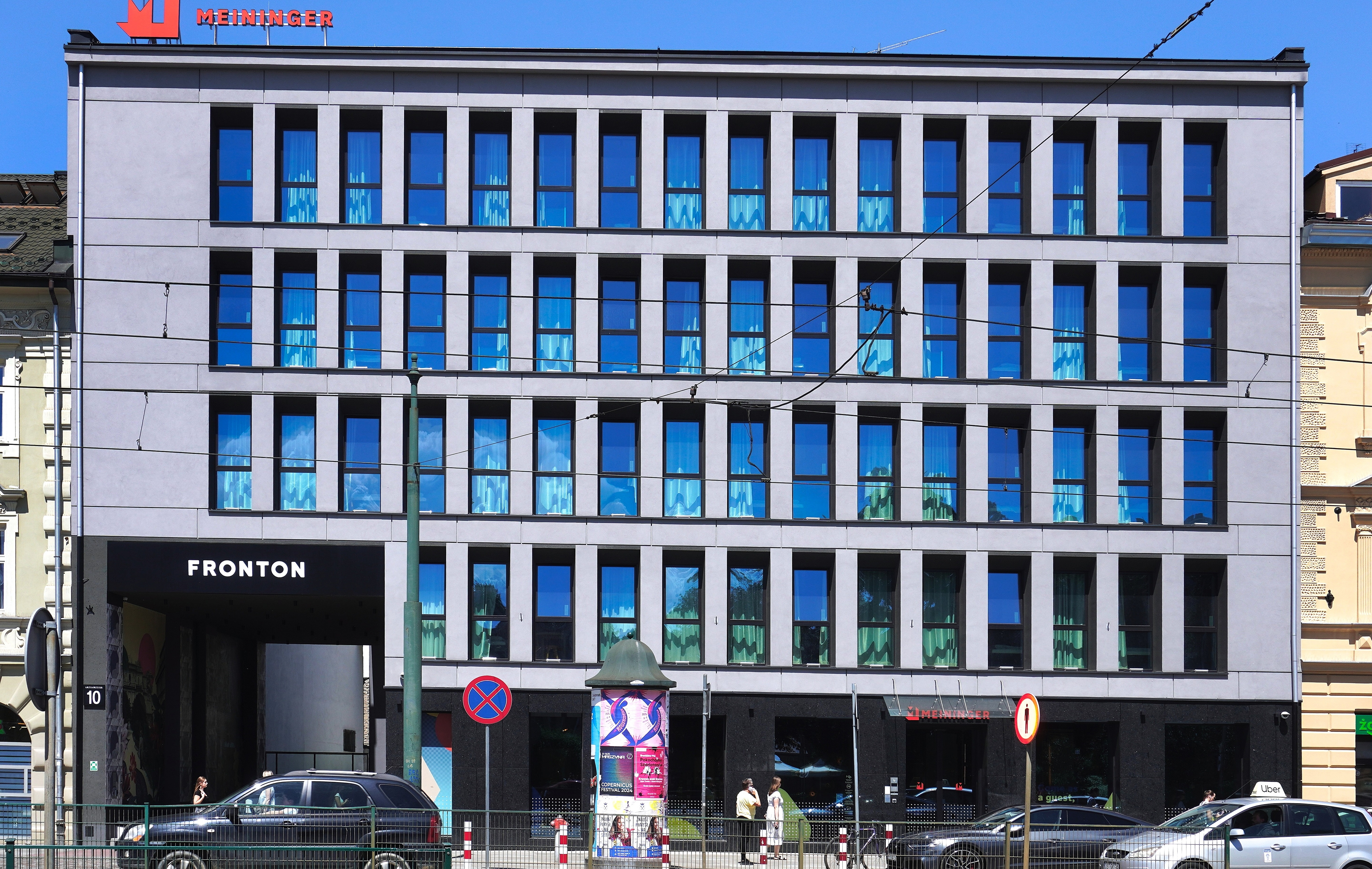
ul. Grzegórzecka 10 Hotel Meininger Kraków Centrum
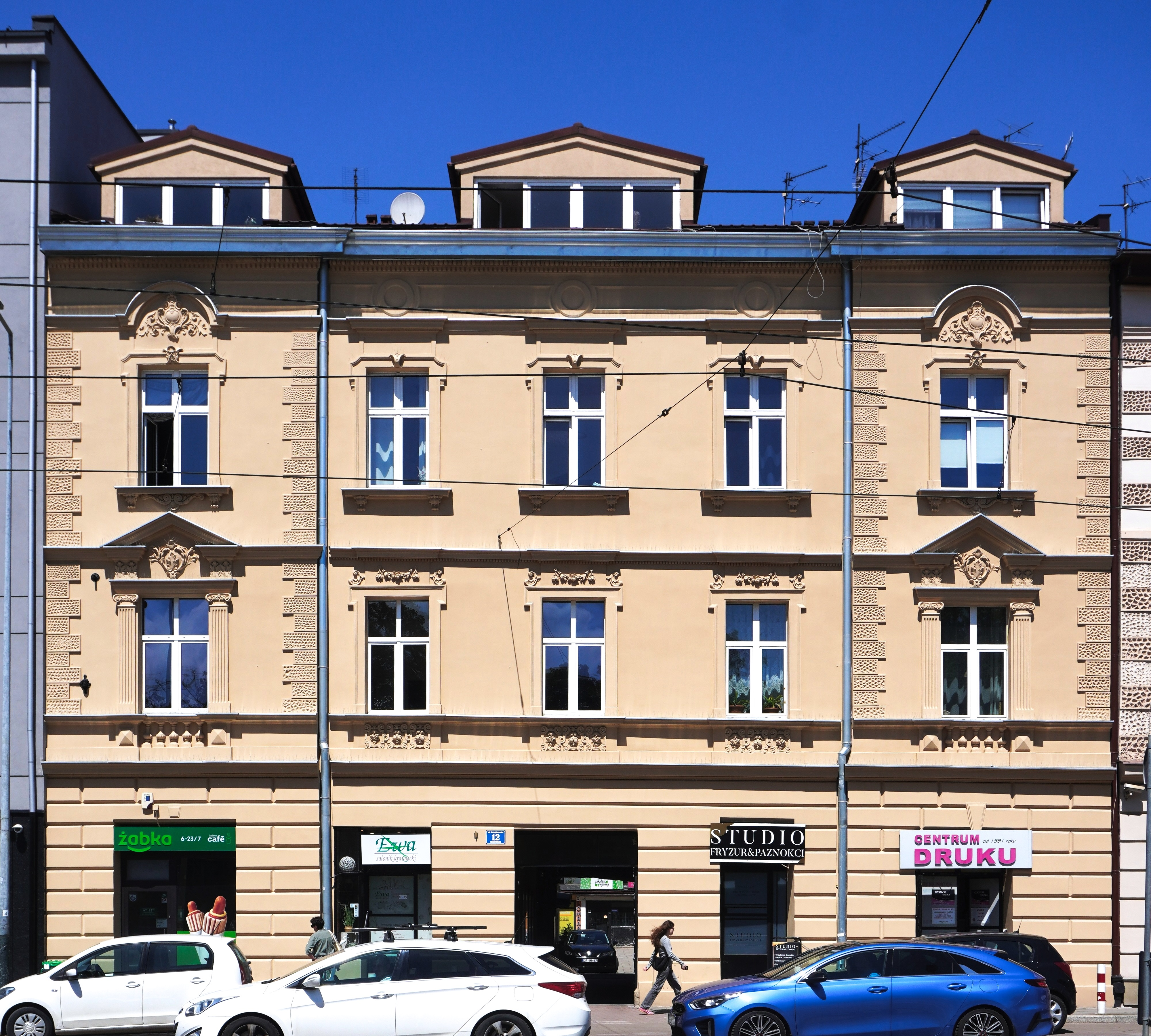
ul. Grzegórzecka 12 Kamienica (1895)
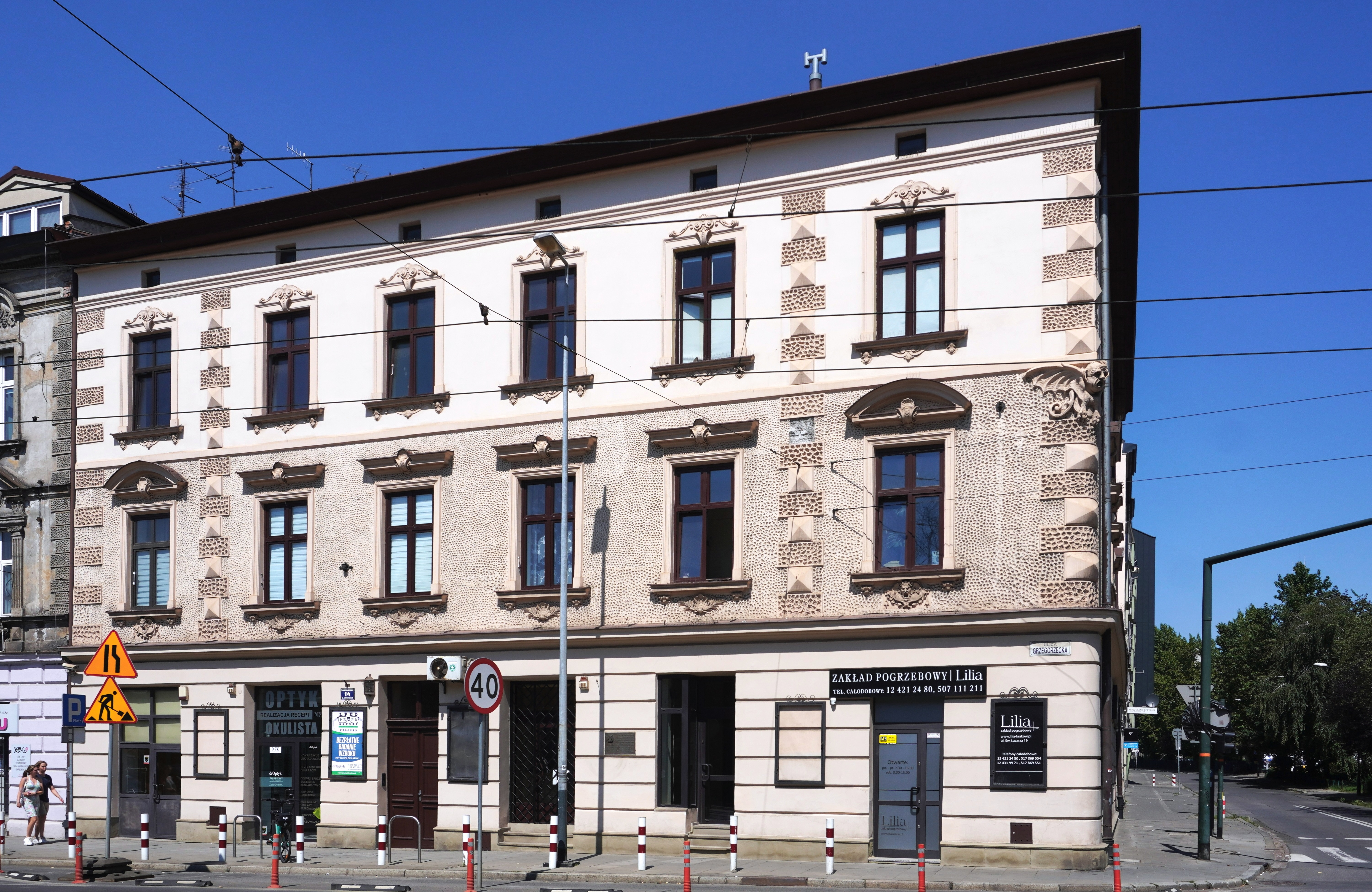
ul. Grzegórzecka 14 (ul. św. Łazarza 21) Kamienica (ok. 1890)
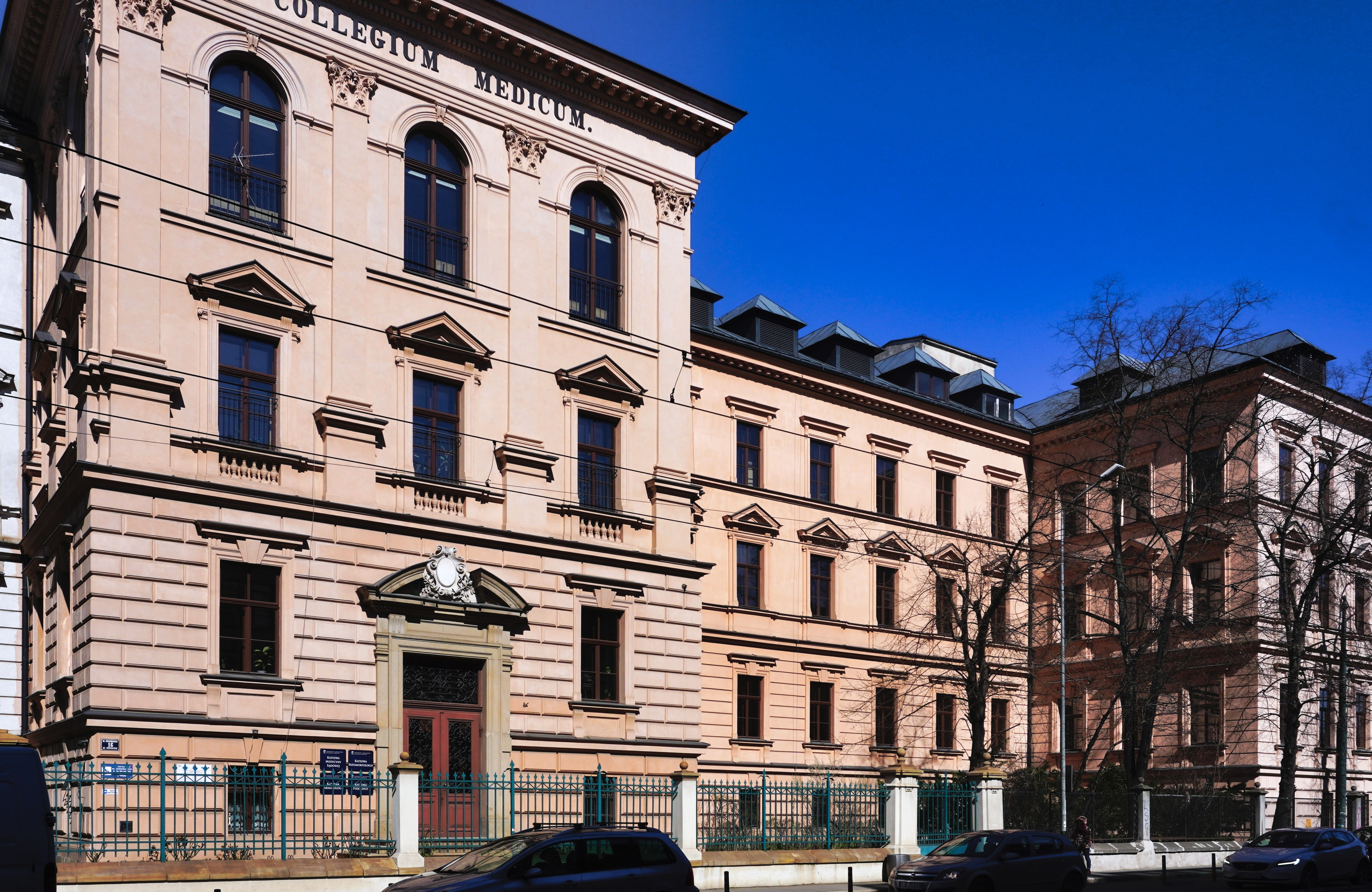
ul. Grzegórzecka 16 Gmach Collegium Medicum Uniwersytetu Jagiellońskiego (proj. Józef Sare, 1893–1896)
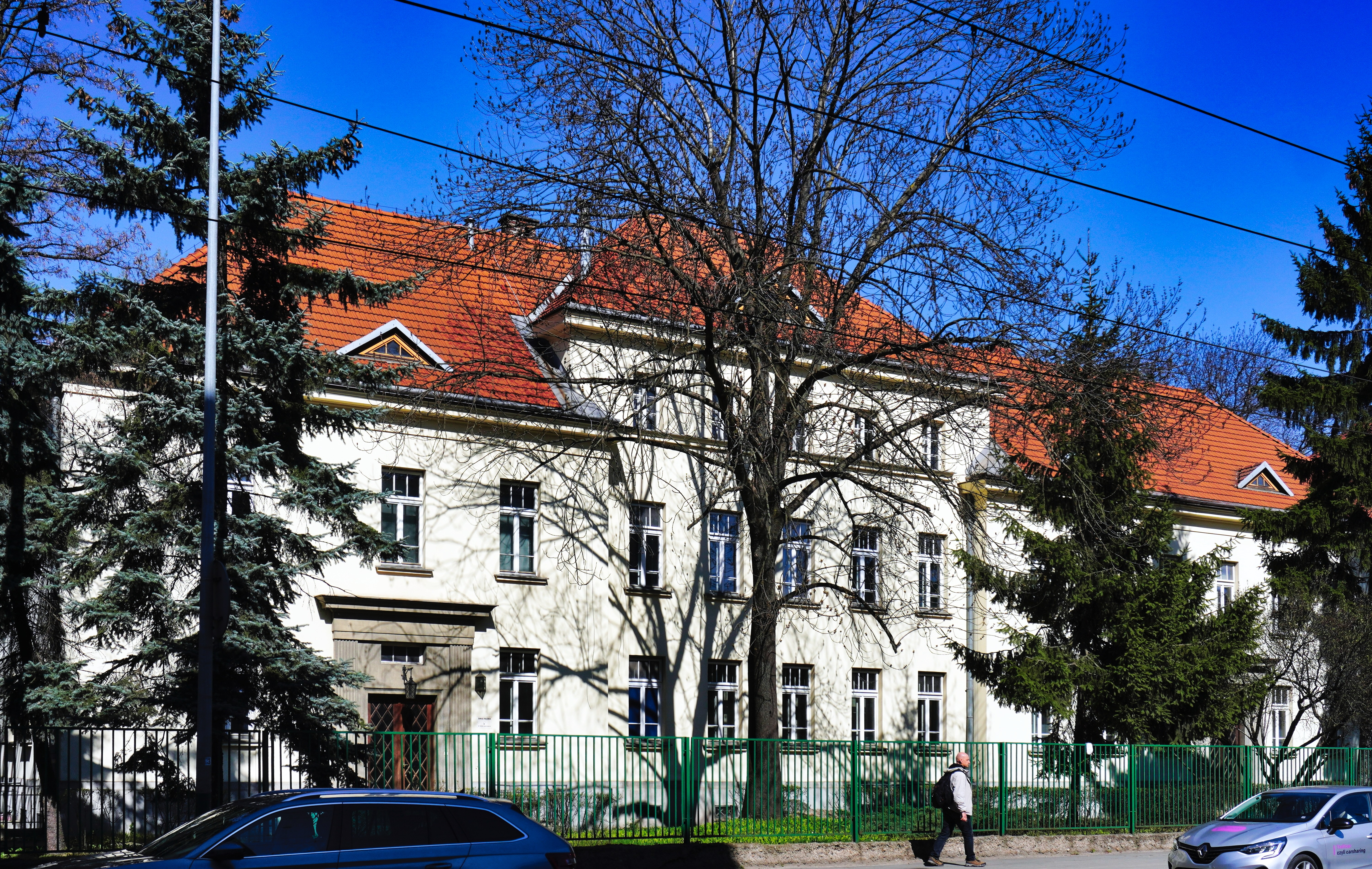
ul. Grzegórzecka 18 Klinika Urologiczna Uniwersytetu Jagiellońskiego (1929)
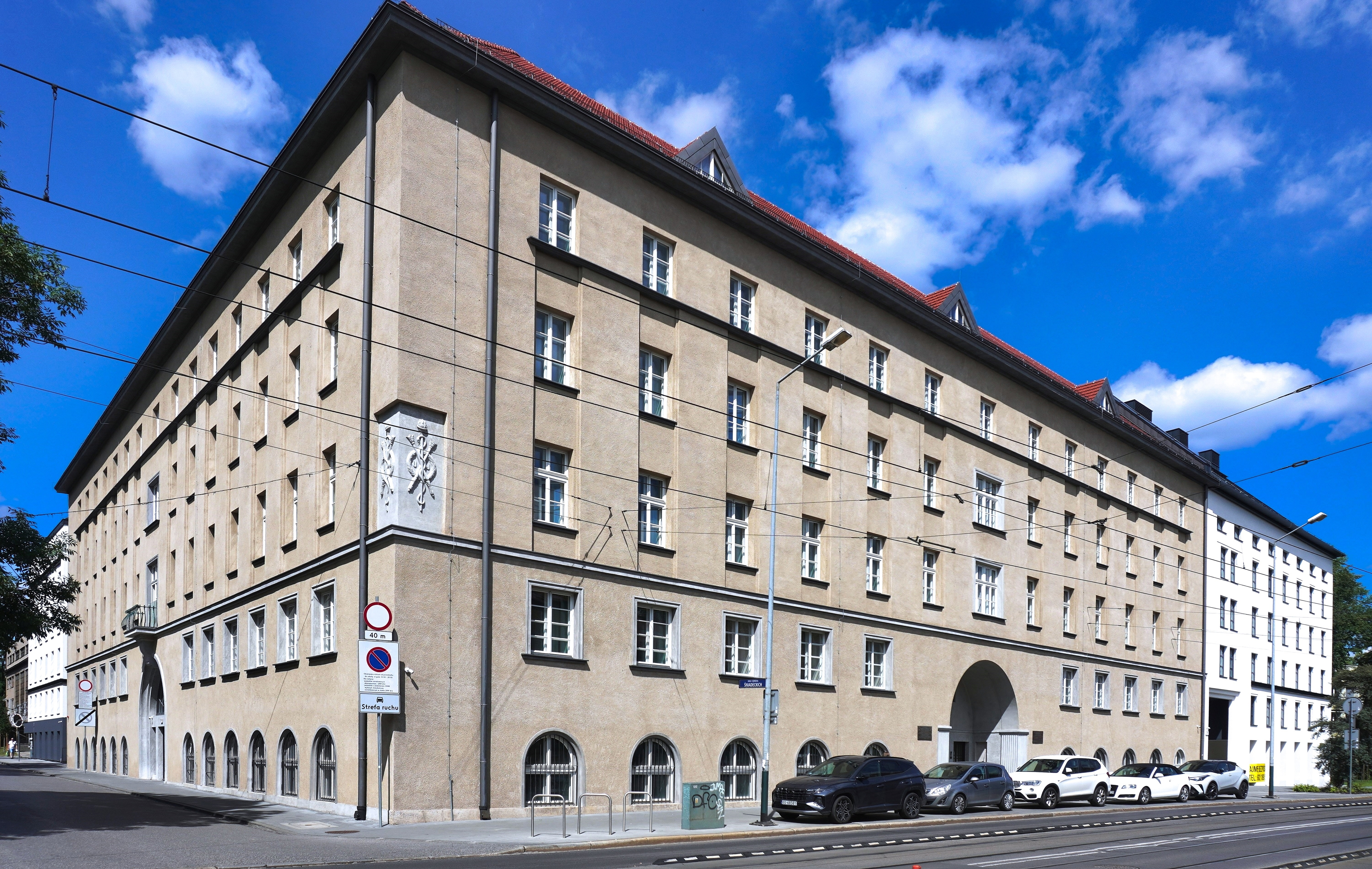
ul. Grzegórzecka 20 Dom Medyków, obecnie akademik Den Living (proj. Jerzy Struszkiewicz, Maksymilian Burstin, 1930)
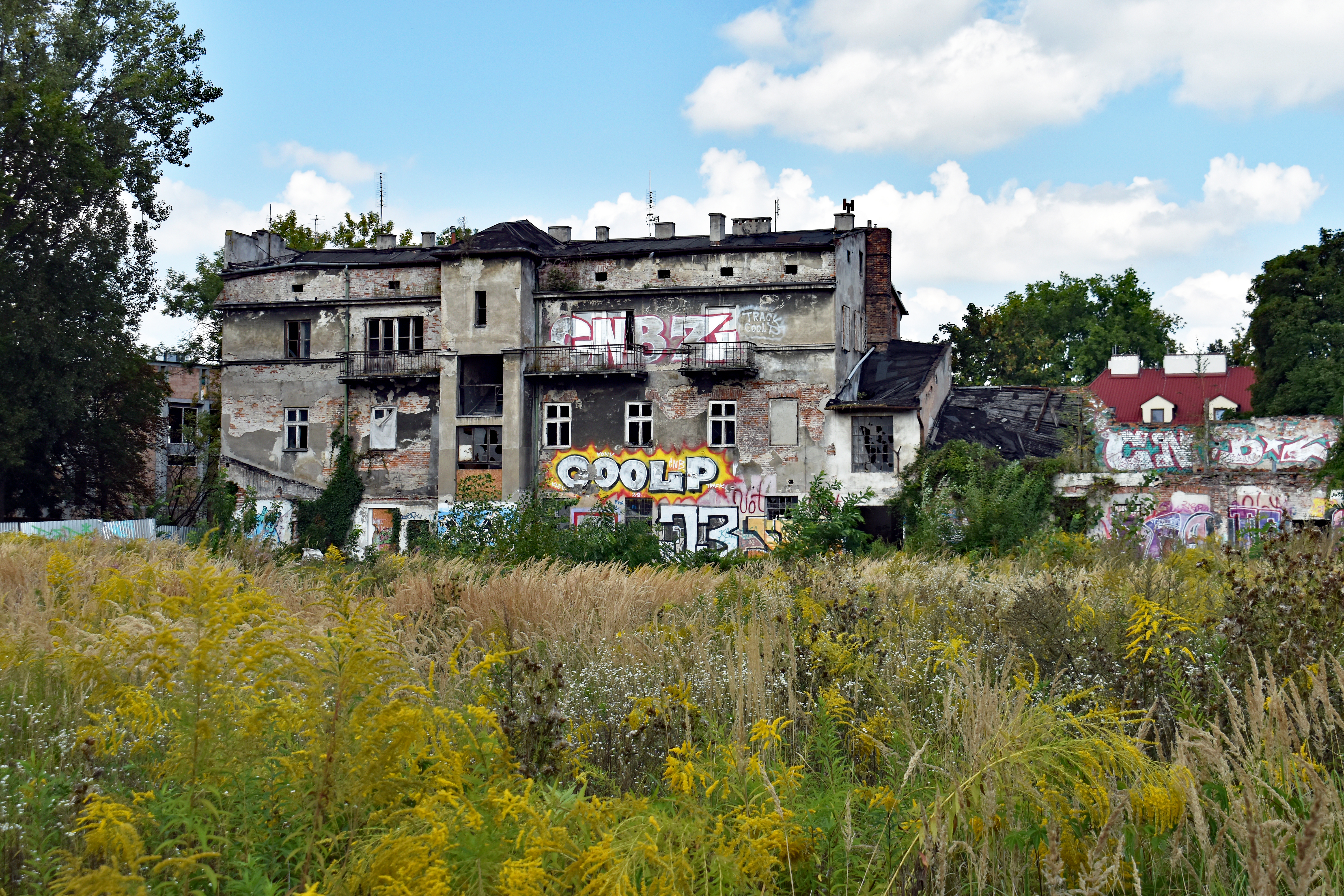
ul. Grzegórzecka 32 Stara kamienica
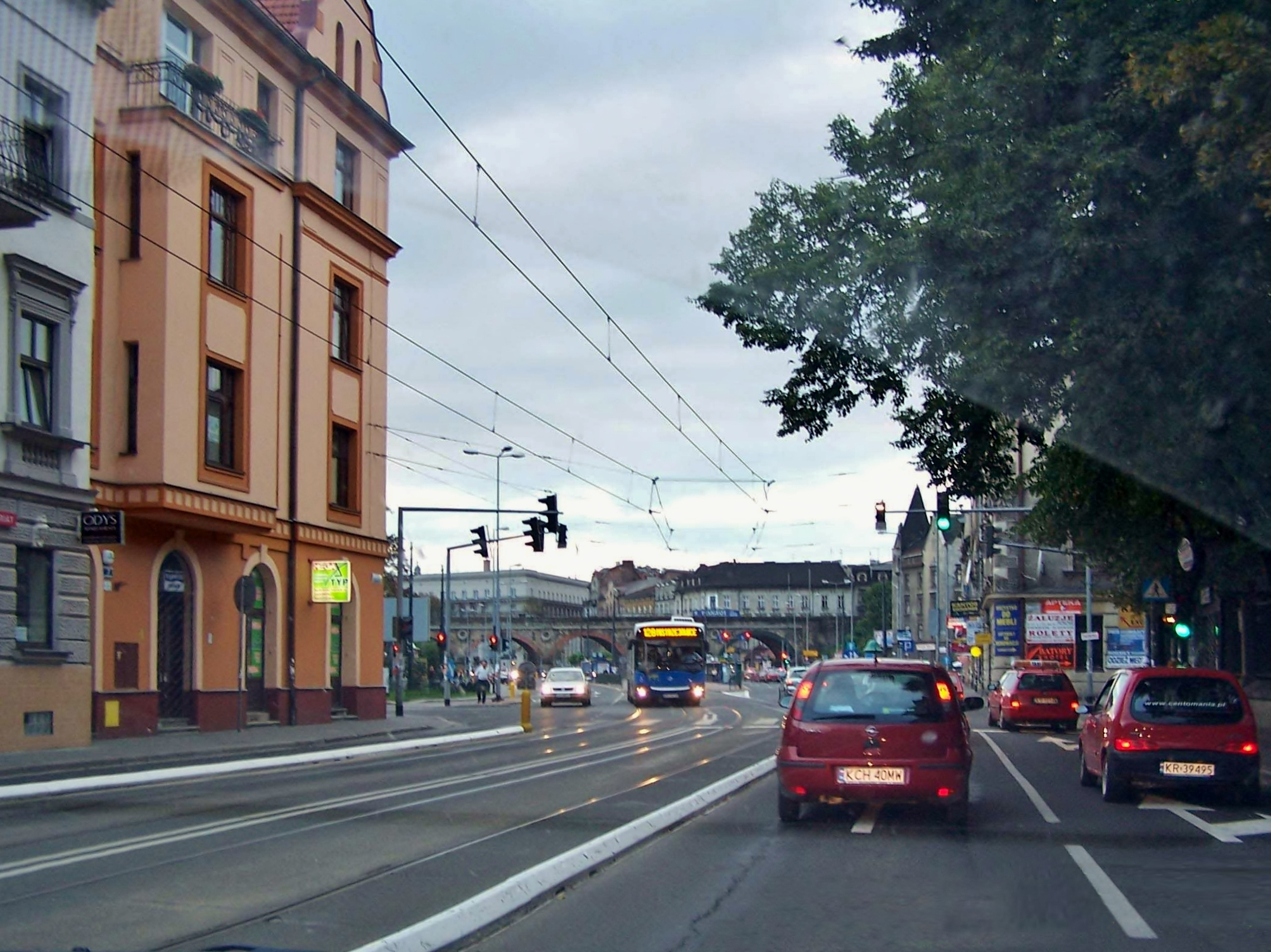
Ulica Grzegórzecka (2006)
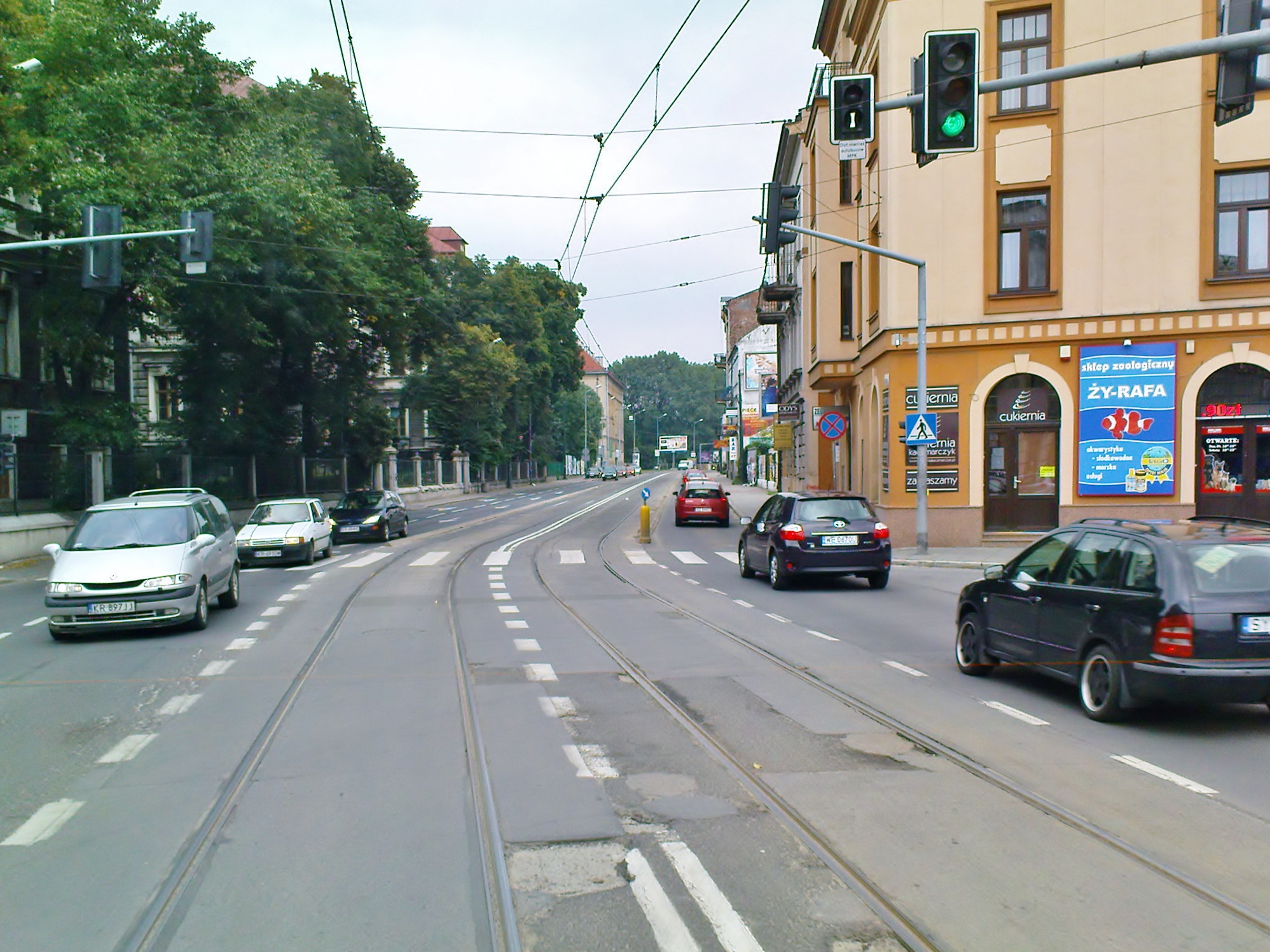
Skrzyżowanie z ulicami: Metalowców (na prawo) i św. Łazarza (na lewo)
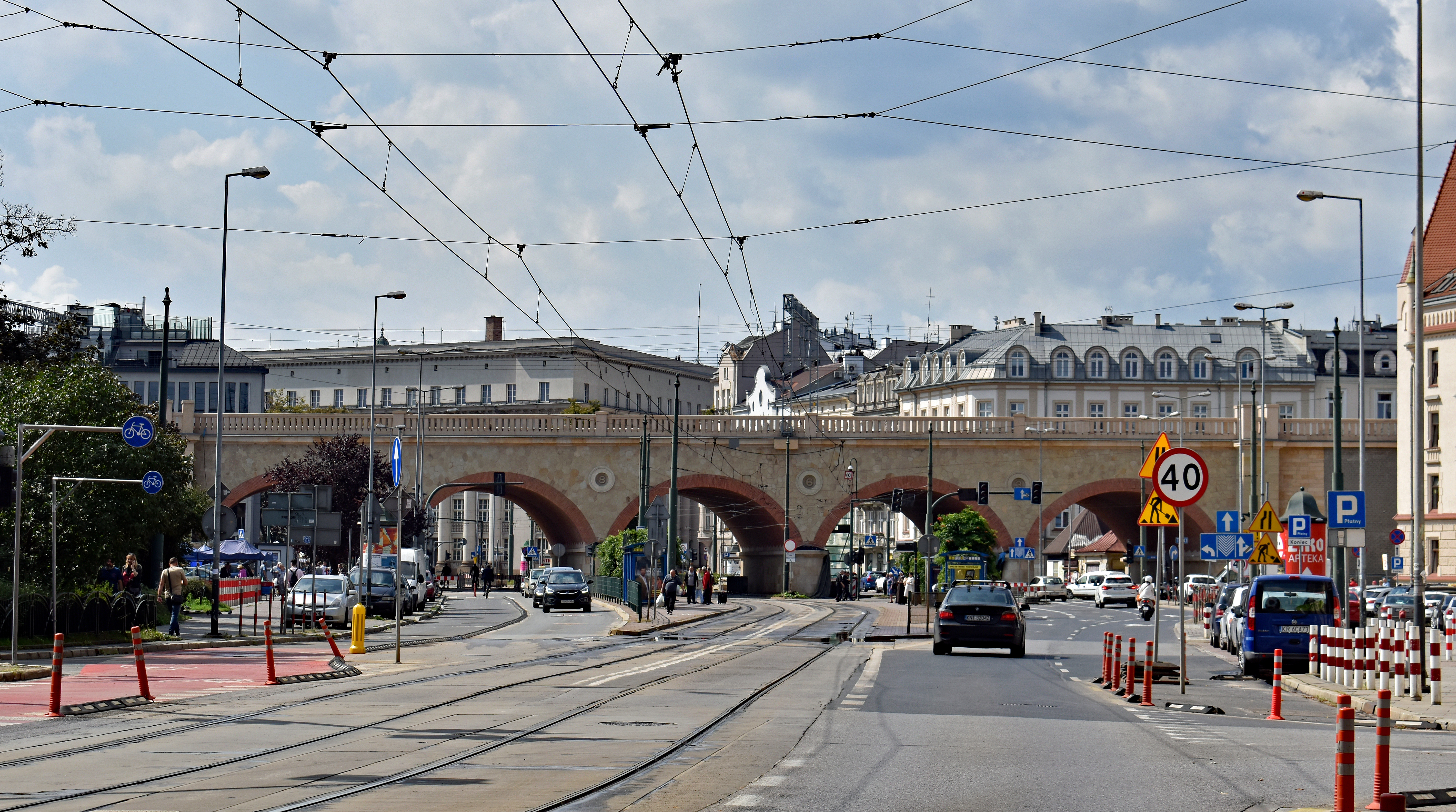
Wiadukt kolejowy widziany z ul. Grzegórzeckiej